# Easton (condado de Adams, Wisconsin)
Easton es un pueblo ubicado en el condado de Adams en el estado estadounidense de Wisconsin. En el Censo de 2010 tenía una población de 1.130 habitantes y una densidad poblacional de 12,07 personas por km².

## Geografía
Easton se encuentra ubicado en las coordenadas 43°51′24″N 89°46′56″O / 43.85667, -89.78222. Según la Oficina del Censo de los Estados Unidos, Easton tiene una superficie total de 93.62 km², de la cual 93.37 km² corresponden a tierra firme y (0.26%) 0.24 km² es agua.

## Demografía
Según el censo de 2010, había 1.130 personas residiendo en Easton. La densidad de población era de 12,07 hab./km². De los 1.130 habitantes, Easton estaba compuesto por el 97.61% blancos, el 0.18% eran afroamericanos, el 0.09% eran amerindios, el 0.09% eran asiáticos, el 0% eran isleños del Pacífico, el 0.97% eran de otras razas y el 1.06% pertenecían a dos o más razas. Del total de la población el 3.63% eran hispanos o latinos de cualquier raza.